# تحصیل دیره غازی خان
تحصیل دیره غازی خان (به انگلیسی: Dera Ghazi Khan Tehsil) یک منطقهٔ مسکونی در پاکستان است که در ناحیه دیره غازی خان واقع شده‌است. تحصیل دیره غازی خان ۱٬۴۵۷ کیلومتر مربع مساحت دارد.